# Cyclocephala barrerai
Cyclocephala barrerai är en skalbaggsart som beskrevs av Martinez 1969. Cyclocephala barrerai ingår i släktet Cyclocephala och familjen Dynastidae. Inga underarter finns listade i Catalogue of Life.